# 상산군 (행정 구역)
상산군(常山郡), 항산군(恒山郡)은 중국의 옛 행정 구역이다. 왕국령으로서는 상산국(常山國), 항산국(恒山國)이라 한다. 시대에 따라 범위가 약간씩 바뀌어, 대략 지금의 허베이성 스자좡 시와 싱타이 시 일부분을 관할했고, 중심지는 스자좡 시 부근에 있었다.

## 한
원래의 이름은 항산(恒山)으로, 헝산 산에서 유래한 이름이다. 조나라에서 처음으로 설치했다.
진나라가 항우에게 망한 후에는 항우가 항산국을 설치하고 장이에게 봉했다.
전한에서는 고제 때에 설치하였고, 이때에는 헝산 산을 포함하고 있었다. 여태후 원년(기원전 187년)에 처음으로 유불의를 항산왕에 봉하면서 항산국이 만들어졌고, 여태후 8년(기원전 180년)에 여씨 일족이 멸망하면서 항산국은 폐해지고 군을 두었다. 그리고 새 황제 문제를 피휘하기 위해 이름을 상산으로 고쳤다. 조나라에 속했으나, 경제 치세의 제후국 약화 정책에 따라 조왕 유수의 허물을 이유로 삭감되어 한 조정의 직할지로 들어갔다. 이는 조왕 유수가 오초칠국의 난에 가담하는 원인이 되었다.
경제 중5년(기원전 145년)에 다시 상산국으로 고치고 경제의 아들 유순을 왕으로 봉했다. 무제 때에 13주를 설치하면서 기주에 속하였고, 기원전 114년에 상산왕 유발이 폐위되면서 상산국은 상산군이 되었다. 1년 후 상산군의 일부를 분할하여 진정국을 세우고, 상산헌왕 유순의 아들 유평에게 봉했다. 원시 2년(2년)의 인구조사에 따르면 호구 14만 1741호, 인구 67만 7956명이었다. 다음 속현 목록은 《한서》 지리지를 따른 것으로, 원연·수화지간(기원전 8년 무렵)의 현황으로 여겨지며, 총 18현(13현 8후국)이었다.
| 현명     | 한자     | 대략적 위치            | 비고 |
| -------- | -------- | ---------------------- | --- |
| 원씨현   | 元氏縣   | 스자좡시 위안스현 북서 | 저수(沮水)가 중구서산궁천곡(中丘西山窮泉谷)에서 갈려 나와 동으로 당양(當陽)에 이르러 황하(黃河)로 들어간다. 안사고는 감인(闞駰)의 말을 인용해 조나라 공자 원의 봉읍이었기 때문에 원씨현이라 한다 했다. |
| 석읍현   | 石邑縣   | 스자좡시 루취안구 남동 | 정형산(井陘山)이 서쪽에 있고, 효수(洨水)가 나와서 남동으로 영도에 이르러 지수(泜水)로 들어간다. |
| 상중후국 | 桑中侯國 | 스자좡시 핑산현 남     | 조나라 경왕의 아들 유광한이 지절 2년(기원전 68년) 4월에 봉해짐으로 조나라에서 편입. |
| 영수현   | 靈壽縣   | 스자좡시 링수현 북서   | 중산환공이 여기 살았다. 《우공》의 위수(衛水)가 북동에서 나와 동으로 호지(虖池)로 들어간다. |
| 포오현   | 蒲吾縣   | 스자좡시 핑산현 남동   | 철산(鐵山)이 있다. 대백거수(大白渠水)가 면만수(綿曼水)에서 갈려나와 남동으로 하곡양에 이르러 효수로 들어간다.                                                                                          |
| 상곡양현 | 上曲陽縣 | 바오딩시 취양현 서     | 항산 북곡이 북서에 있으니 병주산(幷州山)이다. 《우공》의 항수(恒水)가 나와서 동으로 구수(滱水)로 들어간다.                                                                                             |
| 구문현   | 九門縣   | 스자좡시 가오청구 북서 | |
| 정형현   | 井陘縣   | 스자좡시 징싱현 북서   | 응소에 따르면 정형산이 남쪽에 있다. |
| 방자현   | 房子縣   | 스자좡시 가오이현 남서 | 제수(濟水)가 나와서 동으로 영도에 이르러 저수로 들어간다. |
| 중구현   | 中丘縣   | 싱타이시 네이추현 서   | 봉산장곡(逢山長谷)에서 저수(渚水)가 나와서 동으로 장읍에 이르러 탁수(濁水)로 들어간다. |
| 봉사후국 | 封斯侯國 | 스자좡시 자오현 북서   | 조나라 경숙왕의 아들 유호양이 원삭 2년(기원전 127년) 6월에 봉해짐으로 조나라에서 편입. |
| 관현     | 關縣     | 스자좡시 롼청구 북서   | |
| 평극현   | 平棘縣   | 스자좡시 자오현 남동   | |
| 호현     | 鄗縣     | 싱타이시 바이샹현 북   | 광무제가 즉위한 곳으로 즉위하면서 이름을 고읍(高邑)으로 고쳤다. |
| 악양후국 | 樂陽侯國 | 스자좡시 루취안구 북동 | 조나라 경왕의 아들 유열이 지절 2년(기원전 68년) 4월에 봉해짐으로 조나라에서 편입. |
| 평대후국 | 平臺侯國 | ?                      | 사현의 후국이다. |
| 도향후국 | 都鄕侯國 | ?                      | 철관이 있다. 조나라 경왕의 아들 유경이 감로 2년(기원전 52년) 7월에 봉해짐으로 조나라에서 편입. |
| 남행당현 | 南行唐縣 | 스자좡시 싱탕현 북     | 도위의 치소가 있다. 우흠산(牛欽山) 백륙곡(白陸谷)에서 자수(滋水)가 나와 동으로 신시(新市)에 이르러 호지로 들어간다.                                                                                    |

왕망(王莽)이 신나라를 세우고서는 정관(井關)이라고 하였으며, 다음 현의 이름을 고쳤다.
| 전한           | 신             |
| -------------- | -------------- |
| 원씨(元氏)     | 정관정(井關亭) |
| 상곡양(上曲陽) | 상산정(常山亭) |
| 구문(九門)     | 구문(久門)     |
| 방자(房子)     | 다자(多子)     |
| 호(鄗)         | 화성정(禾成亭) |
| 악양(樂陽)     | 창묘(暢苗)     |
| 평대(平臺)     | 순대(順臺)     |
| 도향(都鄕)     | 분향(分鄕)     |
| 남행당(南行唐) | 연억(延億)     |

후한에서는 조국·중산국·거록군·태원군과 경계를 조정하고, 건무 13년(37년)에 폐지된 진정국을 병합하여 13현을 두었고, 9만 7500호, 63만 1184명을 다스렸다. 후한의 상산군은 관할 구역에 헝산 산이 있는 상곡양현이 중산국으로 넘어가 헝산 산을 경내에 두지 않았다. 건무 17년(41년) 광무제의 아들 유보가 중산왕에 봉해질 때 중산나라의 지군으로 흡수되었다.
영평 15년(69년)에 명제의 아들 유병을 상산왕으로 봉해 왕국이 되었고, 건안 11년(206년)에 왕국을 폐지했다.
| 이름           | 종류 | 비고 |
| -------------- | ---- | --- |
| 원씨(元氏)     | 현   | 조군으로 이관되었다.                                                                                              |
| 고읍(高邑)     | 현   | 광무제가 즉위한 곳. 원래 이름은 호(鄗)로 광무제가 개명. 기주자사의 치소.                                          |
| 도향(都鄕)     | 후국 | |
| 남행당(南行唐) | 현   | |
| 방자(房子)     | 현   | 조국이 조군으로 개편되면서 상산군의 일부 현들이 조군으로 이관되었는데, 조군으로 이관된 이후 조군의 치소가 되었다. |
| 평극(平棘)     | 현   | 조군으로 이관되었다.                                                                                              |
| 난성(欒城)     | 현   | |
| 구문(九門)     | 현   | |
| 영수(靈壽)     | 현   | |
| 포오(蒲吾)     | 현   | |
| 정형(井陘)     | 현   | |
| 진정(眞定)     | 현   | 합병된 진정국에서 편입되었다. 촉한 유비의 심복이었던 조운이 태어난 곳이다.                                        |
| 상애(上艾)     | 현   | 원래는 태원군의 속현이었다. 216년(건안 21년)경에 낙평군으로 이관되었다.                                           |

## 위진
265년(태시 원년) 상산국으로 격상되었다. 서진대에 8현 24,000호를 거느렸다.
| 현명     | 한자     | 대략적 위치                           | 비고                                                |
| -------- | -------- | ------------------------------------- | --------------------------------------------------- |
| 진정현   | 眞定縣   | 스자좡 시 정딩 현 서고성촌 북         |                                                     |
| 정형현   | 井陘縣   | 스자좡시 징싱현 북서                  |                                                     |
| 남행당현 | 南行唐縣 | 스자좡시 싱탕현 북                    |                                                     |
| 영수현   | 靈壽縣   | 스자좡시 링수현 북서                  |                                                     |
| 구문현   | 九門縣   | 스자좡시 가오청구 북서                |                                                     |
| 상곡양현 | 上曲陽縣 | 바오딩시 취양현 서                    | 현서북쪽에 산이 있다.                               |
| 석읍     | 石邑     | 스자좡시 루취안구 상채향(上寨乡) 남동 |                                                     |
| 포오현   | 蒲吾縣   | 스자좡시 핑산현 남동                  | 후한말기 폐지되었다가 265년~280년사이에 복구되었다. |

## 북조
북위에선 정주에 소속시켰다. 7현 56,890호 248,622명을 거느렸다.
| 현명   | 한자   | 대략적 위치                           | 비고 |
| ------ | ------ | ------------------------------------- | --- |
| 구문현 | 九門縣 | 스자좡시 가오청구 북서                | |
| 진정현 | 眞定縣 | 스자좡 시 정딩 현 서고성촌 북         | |
| 행당현 | 行唐縣 | 스자좡시 싱탕현 북                    | 남행당현을 지금의 이름으로 고쳤다. 490년(태화 14년)부터 497년(태화 21년)동안 존재했던 당군의 속현이었다. 희평 연간에 치소를 당성(唐城)에서 독건성(犢乾城)으로 이관했다. |
| 포오현 | 蒲吾縣 | 스자좡시 핑산현 남동                  | 가양성(嘉陽城)이 있다. |
| 영수현 | 靈壽縣 | 스자좡시 링수현 북서                  | 소산(所山), 서왕모의 사당, 자수(慈水)가 있다. |
| 정형현 | 井陘縣 | 스자좡시 징싱현 북서                  | 회성성(回星城)이 있다. |
| 석읍   | 石邑   | 스자좡시 루취안구 상채향(上寨乡) 남동 | 석읍성(石邑城)이 있다. |

## 수
수나라에서는 개황초에 상산군(常山郡)을 폐했다가 대업초에 첫글자를 항(恆)으로 바꿔 복구했다.8현 177,571호를 거느렸다.
| 현명   | 한자   | 대략적 위치                   | 비고 |
| ------ | ------ | ----------------------------- | --- |
| 진정현 | 眞定縣 | 스자좡 시 정딩 현 서고성촌 북 | 상산군이 폐지되면서 동시에 폐지되었다. 596년(개황 16년)에 상산현(常山縣)이 설치되었고 군을 복구하면서 상산현을 통폐합하면서 복치되었다.                                                                         |
| 자양현 | 滋陽縣 | 스자좡 시 싱탕 현 북서        | 586년(개황 6년)신설되었다. 596년 왕정현(王亭縣)을 신설했는데, 대업초에 이 현을 통폐합했다. 대무산(大茂山), 세산(歲山)이 있다.                                                                                   |
| 행당현 | 行唐縣 | 스자좡시 싱탕현 북            | |
| 석읍현 | 石邑縣 | 스좌장 시 서남                | 북제에서 정형현이라고 칭했다가 586년 지금의 이름으로 개명했다. 596년 녹천현(鹿泉縣)을 신설했으나 대업초에 통폐합했다. 봉룡산(封龍山), 포독산(抱犢山)이 있다.                                                    |
| 구문현 | 九門縣 | 스자좡시 가오청구 북서        | 북제때 폐지되었던 것을 586년 복구했다. 대업초에 신시현(新市縣)을 통폐합했다. 허춘루(許春壘)가 있다. |
| 정형현 | 井陘縣 | 스자좡시 징싱현 북서          | 북제에서 석읍을 폐하고 정형현을 복치했다. 586년 석읍현을 복구하였다. 596년 정형현에 정주(井州)를 설치하고 위택현(葦澤縣)을 설치했다. 하지만 대업초에 정주는 폐지되었고 위택현과 포오현은 정형현에 통폐합되었다. |
| 방산현 | 房山縣 | 스자좡 시 핑산 현             | 596년 설치되었다. |
| 영수현 | 靈壽縣 | 스자좡 시 링수 현             | 북주에서 포오현을 복치했다가 개황대에 포오현을 통폐합했다. |

## 장관

### 전한

#### 항산승상
- 서려(기원전 184년 ~ ?)
- 채겸(? ~ 기원전 180년?)

#### 상산태수
- 유복(? ~ 기원전 87년)
- 가광(賈光, 선제 시기)
- 온순(? ~ 기원전 32년)
- 유무성(? ~ 기원전 24년)
- 둔막여(전한 말기)